# Аллегрия, Алессио
Алессио Аллегрия (итал. Alessio Allegria; род. 28 июля 1995, Генк, Фламандский регион) — бельгийский футболист, нападающий бельгийского клуба «Белисия Билзен».

## Карьера

### Клубная
Является воспитанником бельгийского «Вестерло». В 2013—2014 годах выступал за молодёжный состав «Зюлте-Варегема». Футбольную карьеру начинал 2014 году в «Патро Эйсден Масмехелен». В 2015 году перешёл в «Гел». В 2016 году подписал контракт с клубом «Серен». В начале 2017 года стал игроком казахстанского клуба «Шахтёр» Караганда.

### В сборной
В 2013 году выступал за сборную Бельгии до 18 лет.